# Katarina Witt
Katarina Witt (Staaken, NDK, 1965. december 3. –) kétszeres olimpiai bajnok német műkorcsolyázónő.

## Élete

### Sportpályafutása

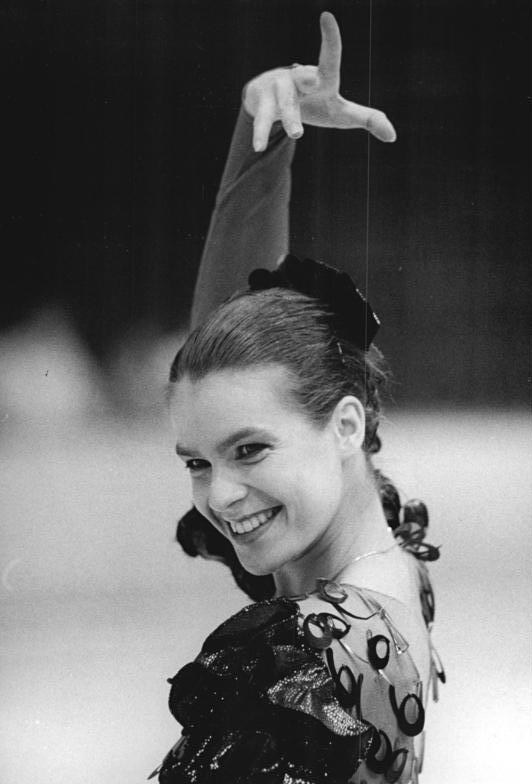
Katarina Witt az 1988-as prágai Európa-bajnokságon

Sok más sikeres keletnémet sportolóval együtt ő is a Karl-Marx-Stadtban működő Gyermek- és Ifjúsági Sportiskolában kezdte pályafutását. 1977-től kezdve Jutta Müller edző vezetésével készült fel a versenyekre. 1982-ben aratta első sikerét, amikor a koppenhágai világbajnokságon ezüstérmet nyert.
1983-ban nyerte élete első Európa-bajnoki címét. 1984-ben vett részt élete első olimpiáján. A szarajevói téli játékokról aranyérmesként térhetett haza, még ebben az évben az NDK polgárai az év sportolójává választották.
A következő olimpiáig hátra lévő négy évben Witt a világ legjobbnak tartott korcsolyázója lett.
Négy év alatt három világbajnoki arany- és egy ezüstérmet gyűjtött be, illetve négyszer állhatott az Európa-bajnoki dobogó legfelső fokára. 1988-ban toronymagas esélyesként érkezett a calgaryi olimpiára, ahol megvédte négy évvel korábbi bajnoki címét. Sikereiért megkapta a Nemzetközi Olimpiai Bizottság kitüntetését, az Olimpiai Rendet is.
1988 törést is jelentett sportkarrierjében. A szocialista országokban szokatlan utat választva 1988-tól profinak szerződött és három évig Észak-Amerikában turnézott. A nyugaton elért sikerek ellenére nem fordított hátat az NDK-nak sem. Továbbra is tagja volt az NDK ifjúsági szervezetének, a Szabad Német Ifjúság (FDJ) vezetőségének, és a szocialista állam reprezentánsaként több rendezvényen is szerepelt. Szerepvállalása ellenére nem élvezte a keletnémet hatóságok bizalmát, a Stasi munkatársai folyamatosan megfigyelték. Profi sportoló lévén már nem indulhatott az 1992-es albertville-i olimpián.
1994-ben sikeresen visszaminősíttette magát amatőr sportolóvá, így rajthoz állhatott a lillehammeri olimpián. A versenyek alatt a közönség kedvence volt, ám az ott elért hetedik hely már az élsporttól való végleges búcsúját jelentette.

### A sportkarrier után
Észak-amerikai tartózkodása idején a filmezés iránt is érdeklődni kezdett és itt is kitűnt profizmusával. 1990-ben Emmy-díjat kapott a Carmen a jégen című filmbeli alakításáért. Később feltűnt a nagy sikerű 1998-as Ronin című amerikai-francia akciófilmben is.
1994-ben jelentette meg önéletrajzi kötetét Meine Jahre zwischen Pflicht und Kür címmel.
1998-ban a Playboy magazin német kiadásában szerepelt aktképeivel. A képsorozat viharos sikert hozott az újságnak, amelynek példányszámait Marilyn Monroe szerepeltetése óta először kapkodták el teljesen. 2001-ben újból az újság lapjaira került.
Napjainkban német kereskedelmi televíziók szakkommentátoraként találkozhat vele a közönség. 1991 óta folyamatosan szervez különböző jégrevüket szerte a világban. 2008-ban vett végleg búcsút a jégtánctól.
Katarina Witt a legtöbb volt NDK-sportolóval szemben megőrizte ismertségét és népszerűségét az egyesült Németországban is. Alapítványa mozgáskorlátozottak sportolását támogatja. Rendszeresen nyilatkozik meg a sportot érintő közéleti témákban és az európai társasági élet egyik kedvelt alakjává vált.